# Tabanus luzonensis
Tabanus luzonensis är en tvåvingeart som beskrevs av Philip 1959. Tabanus luzonensis ingår i släktet Tabanus och familjen bromsar. Inga underarter finns listade i Catalogue of Life.